# Tricloruro di iodio
Il tricloruro di iodio è un composto interalogenico dello iodio(III) con il cloro che si presenta come un solido arancione molto volatile. È un forte ossidante e a contatto con materiali organici può causare incendi.
Allo stato solido si presenta come un dimero planare I2Cl6, Cl2I(μ-Cl)2ICl2, con due atomi di cloro disposti a ponte in cui tutti i legami presenti sono del tipo 3c-4e.
Può essere preparato facendo reagire lo iodio con un eccesso di cloro liquido a una temperatura di -70 °C oppure riscaldando una miscela di iodio liquido e cloro a una temperatura di 105 °C. 
Il suo fuso conduce la corrente elettrica, quindi si può supporre che si dissoci secondo la reazione: 
{\displaystyle {\ce {I2Cl6 <=> ICl2+ + ICl4-}}}
Per modesto riscaldamento, il composto si decompone a dare il monocloruro di iodio (più stabile) e cloro gassoso, secondo la reazione:
{\displaystyle {\ce {I2Cl6 -> 2ICl + 2Cl2}}}